# NGC 1699
NGC 1699 (другие обозначения — MCG -1-13-39, IRAS04545-0449, PGC 16390) — спиральная галактика (Sb) в созвездии Эридан.
Этот объект входит в число перечисленных в оригинальной редакции «Нового общего каталога».
В галактике вспыхнула сверхновая SN 2001ep типа Ia, её пиковая видимая звездная величина составила 17,1.